# Bongo, Ghana

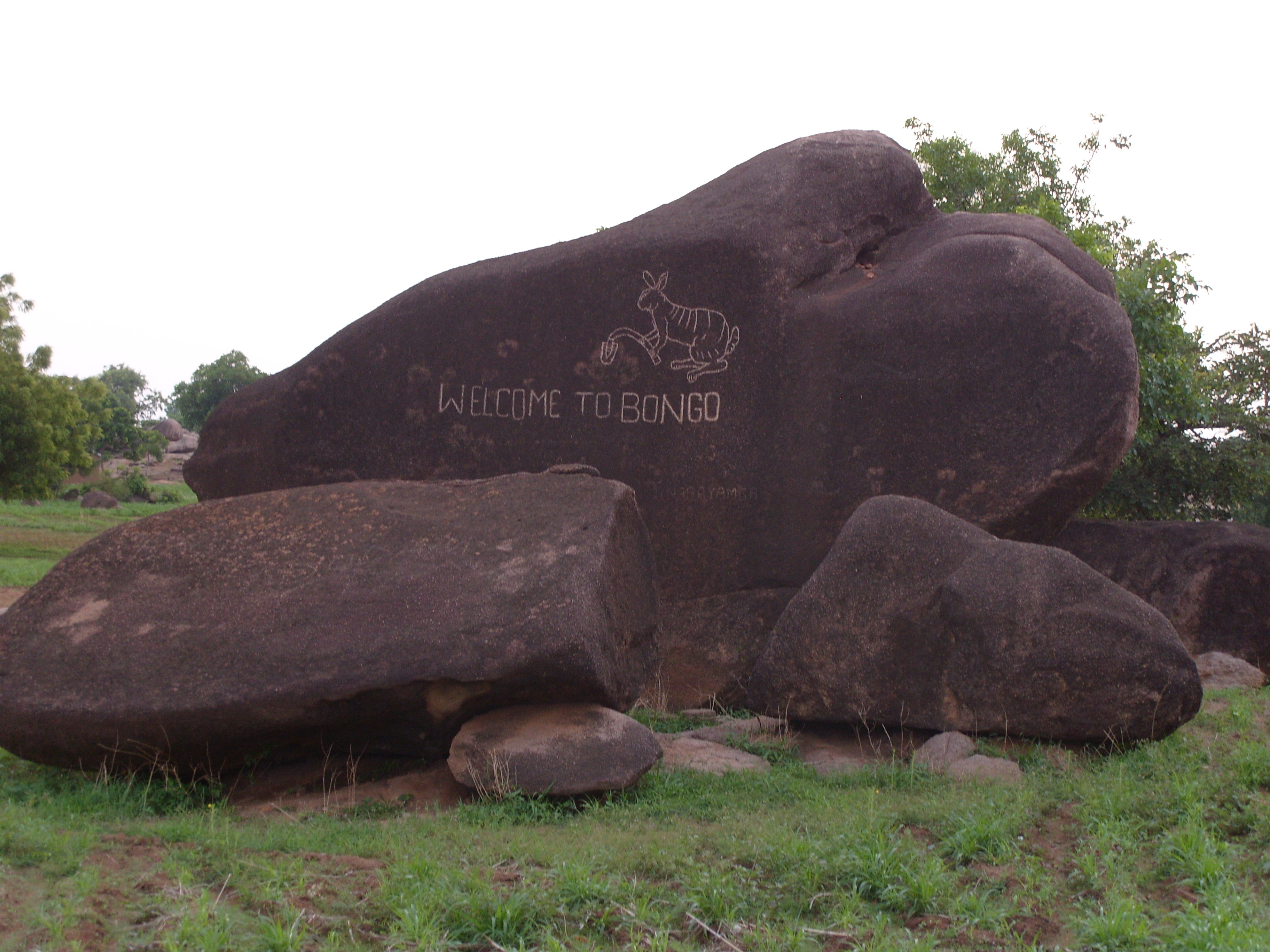
Välkomsthälsning vid Bongo.

Bongo är en ort i nordöstra Ghana. Den är huvudort för distriktet Bongo, och folkmängden uppgick till 5 169 invånare vid folkräkningen 2010.